# Sordariomycetes

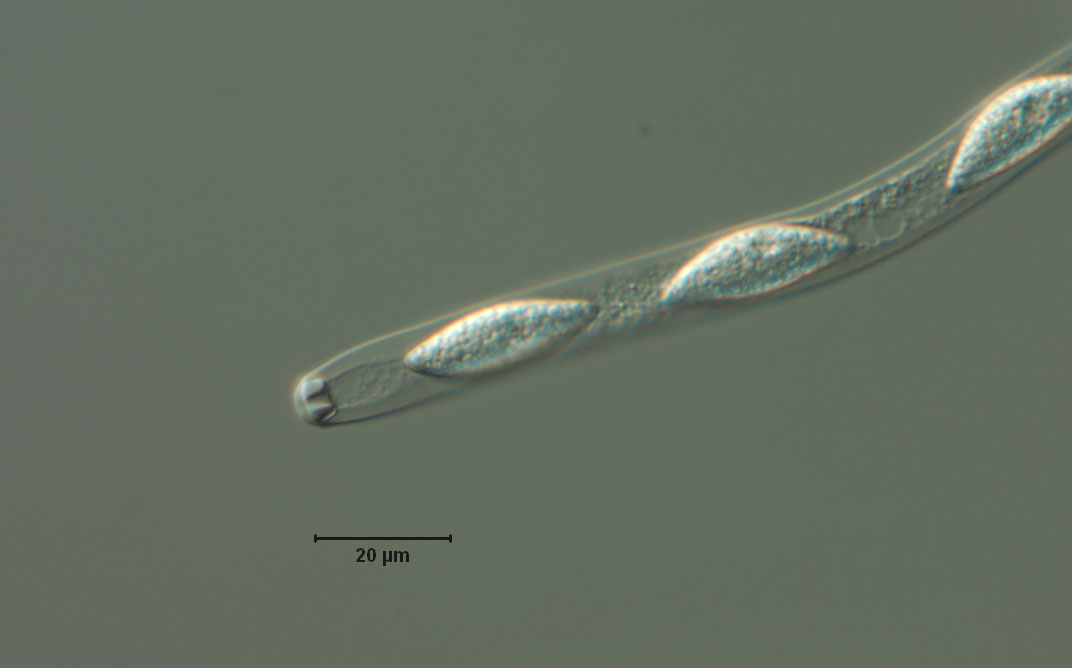
Annulatascus velatisporus

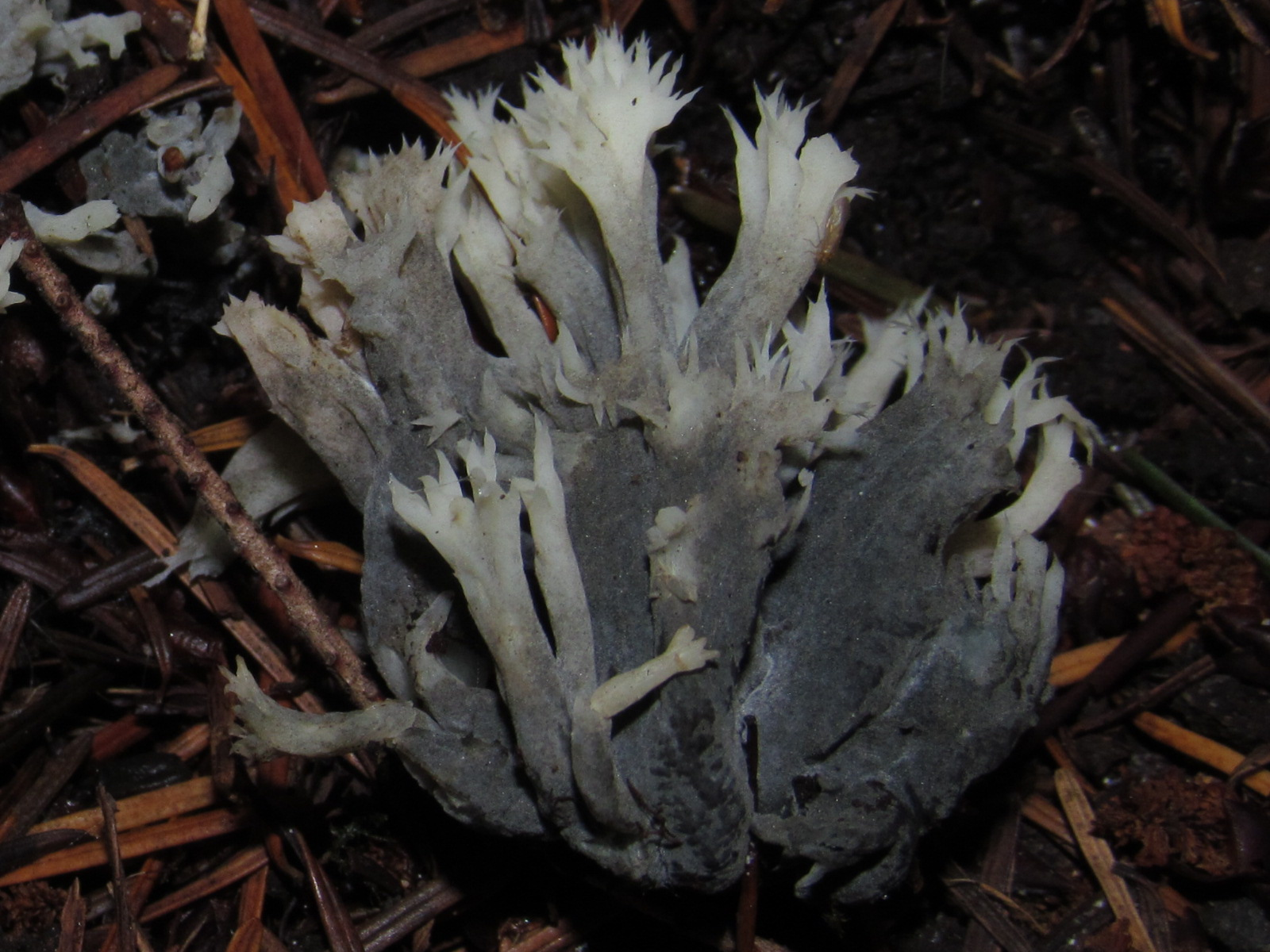
Helminthosphaeria clavariarum na goździeńcu

Sordariomycetes O.E. Erikss. & Winka – klasa workowców (Ascomycota), której typem nomenklatorycznym jest Sordaria. Jest to jedna z najliczniejszych w gatunki grup workowców.

## Charakterystyka
Workowce nie tworzące porostów. Wytwarzają askokarpy przeważnie w formie perytecjum, rzadziej klejstotecjum, a worki są zazwyczaj 8-zarodnikowe, pozbawione wieka (operculum) i ułożone na podstawie lub na obwodzie hymenium. Są szeroko rozpowszechnione i występują praktycznie we wszystkich ekosystemach. Mogą być patogenami roślin (np. Cryphonectria parasitica powodująca zgorzel kasztana i Pyricularia grisea atakująca ryż), stawonogów lub ssaków, a także pasożytami lub saprotrofami. Należący do tej klasy grzyb Neurospora crassa jest organizmem modelowym w badaniach molekularnych i genetycznych.
Do Sordariomycetes należą liczne gatunki znane tylko w postaci anamorf, Dawniej gatunki te zaliczane były do grupy grzybów niedoskonałych. Wiele gatunków z rzędów Hypocreales, Ophiostomatales i Chaetosphaeriales ma dwie, a czasami nawet więcej anamorf.

## Systematyka
Klasę Sordariomycetes utworzyli Ove Eriksson i Katarina Winka w artykule Supraordinal taxa of Ascomycota, opublikowanym w „Myconet” z 1997:

Sordariomycetes cl. nov. O.E. Erikss. & Winka
- Holotypus: Sordariales Chadef. ex D. Hawksw. & O.E. Erikss.
- Ascomata: perithecia. Hamathecium: paraphyses, periphyses. Asci unitunicati vel pseudoprototunicati.
- Characteres moleculares (SSU rRNA): 6/6' 82u:c. 10-1 217a:u. 12 331a:g; 334g:u. 13 364g:a; 366a:g; 367a:g; 374u:c; 379u:c; 380u:a. 14 388g:a; 409c:u. 23-2 698u:c (exc. u in Chaetomiaceae, Sordariaceae). 37 1222a:g. 46 1482a:g.

Dawniej gatunki Sordariomycetes zaliczane były do Pyrenomycetes – taksonu utworzonego przez Lewisa Davida von Schweinitza w 1832 roku.
Według aktualizowanej klasyfikacji Index Fungorum bazującej na Dictionary of the Fungi do klasy Sordariomycetes należą:
- podklasa Diaporthomycetidae Senan., Maharachch. & K.D. Hyde 2015
- podklasa Hypocreomycetidae O.E. Erikss. & Winka 1997
- podklasa Lulworthiomycetidae Dayar., E.B.G. Jones & K.D. Hyde 2015
- podklasa Meliolomycetidae P.M. Kirk, P.F. Cannon, J.C. David & Stalpers 2001
- podklasa Pisorisporiomycetidae Bundhun, Maharachch. & K.D. Hyde 2020
- podklasa Savoryellomycetidae Hongsanan, K.D.Hyde & Maharachch., 2017
- podklasa Sordariomycetidae O.E. Erikss. & Winka (1997)
- podklasa Xylariomycetidae O.E. Erikss. & Winka 1997
- podklasy incertae sedis:
  - rząd Amplistromatales M.J. D’souza, Maharachch. & K.D. Hyde 2015
  - rząd Batistiales Doweld 2014
  - rząd Distoseptisporales Z.L. Luo, K.D. Hyde & H.Y. Su 2019
  - rząd Myrmecridiales Doweld 2014
  - rząd Pararamichloridiales Crous 2017
  - rząd Parasympodiellales Hern.-Restr., Gené, R.F. Castañeda & Crous 2017
  - rząd Phomatosporales Senan., Maharachch. & K.D. Hyde 2016
  - rząd Spathulosporales Kohlm. 1973
  - rząd Tracyllales Crous 2019
  - rząd Vermiculariopsiellales Hern.-Restr., J. Mena, Gené & Crous 2017
  - rząd incertae sedis
    - rodzina Catabotryaceae Petr. ex M.E. Barr 1990
    - rodzina Junewangiaceae J.W. Xia & X.G. Zhang 2017
    - rodzina Obryzaceae Körb. 1855
    - rodzina Thyridiaceae J.Z. Yue & O.E. Erikss. 1987
    - rodzina incertae sedis
      - rodzaje incertae sedis.

Klasyfikacja jest niedokończona. Liczne gatunki, rodzaje, a także całe rodziny i rzędy nie zostały jeszcze zaklasyfikowane do taksonów wyższego rzędu.